# Vincenzo Modica
Vincenzo Massimo Modica (Mistretta, 2 marzo 1971) è un ex maratoneta italiano.
Vinse la medaglia d'argento individuale e la medaglia d'oro a squadre nella gara di maratona ai Campionati del mondo di atletica leggera 1999 di Siviglia e la medaglia di bronzo ai Campionati europei di atletica leggera 1998 di Budapest.

## Biografia
Nasce a Mistretta, città a 1000 m sui Nebrodi in Sicilia, nel 1971. Si avvicina allo sport già da piccolissimo, giocando nelle giovanili della locale squadra di calcio, la polisportiva Mistretta. É alle scuole medie che il professore Salvatore L'Abbate scopre il suo talento e nel 1983 Vincenzo partecipò con la scuola alla sua prima gara, una manifestazione podistica nella vicina Santo Stefano di Camastra in occasione del 300º anniversario di rifondazione del paese, che vince senza alcun problema. Sono i giochi della gioventù il suo trampolino di lancio, dove si piazza continuamente nelle prime posizioni. Iscrittosi all'Istituto Magistrale di Nicosia, a 30 km di distanza, ha modo di allenarsi recandosi nel centro ennese ogni mattina di corsa, continuando a distinguersi in competizioni sempre più importanti. A 18 anni entra nel gruppo sportivo della Polizia di Stato, le Fiamme Oro di Padova. Gli anni '90 sono per lui i più favorevoli: partecipa ai giochi militari, alle Universiadi, agli Europei di Helsinki 1994 e di Budapest 1998 (ove vince IL bronzo dietro agli italiani Stefano Baldini e Danilo Goffi), ai mondiali di Atene 1997 e di Siviglia 1999, il suo più grande successo. È qui che il siciliano ha modo di dimostrare il suo valore, vincendo l'argento mondiale dietro lo spagnolo Abel Anton e ipotecando l'oro a squadre, oltre che l'agognata convocazione alle Olimpiadi di Sydney 2000 ove si ritirò per un problema fisico. Ad oggi ha 8 titoli italiani,  l'ultimo in maratona ottenuto nel 2004 a Padova. Dal 2008 lavora al Commissariato di Nicosia, lavoro che concilia con gli impegni famigliari e con la cura dell'azienda agricola di Mistretta.

## Palmarès
| Anno | Manifestazione | Sede     | Evento   | Risultato | tempo   |
| ---- | -------------- | -------- | -------- | --------- | ------- |
| 1999 | Mondiali       | Siviglia | Maratona | Argento   | 2:14:03 |
| 1998 | Europei        | Budapest | Maratona | Bronzo    | 2:12:53 |

## Campionati nazionali
1991
- Oro ai campionati italiani assoluti, 10000 m - 28'51"21

1992
- Oro ai campionati italiani di maratonina - 1h03'06"

1993
- Oro ai campionati italiani di maratonina - 1h03'11"
- Oro ai campionati italiani di corsa campestre - 35'00"

1994
- Oro ai campionati italiani di maratonina - 1h02'20"

1997
- Oro ai campionati italiani di corsa campestre - 35'35"

1999
- Oro ai campionati italiani assoluti, 10000 m - 29'06"02

2005
- Oro ai campionati italiani di maratona - 2h14'02"

## Altre competizioni internazionali
1992
- Bronzo al Trofeo Sant'Agata ( Catania)

1993
- 4º alla Stramilano ( Milano) - 1h01'03"
- 5º alla Cinque Mulini ( San Vittore Olona) - 32'59"

1996
- Bronzo alla Maratona di Venezia ( Venezia) - 2h11'39"

1997
- 9º in Coppa Europa dei 10000 metri ( Barakaldo) - 28'12"74
- 6º alla Stramilano ( Milano) - 1h03'28"

1998
- 11º alla Maratona di Londra ( Londra) - 2h13'21"
- 8º alla Stramilano ( Milano) - 1h04'45"

1999
- 8º alla Maratona di Roma ( Roma) - 2h12'58"

2000
- 15º alla Stramilano ( Milano) - 1h02'52"
- 4º alla Great North Run ( Newcastle upon Tyne) - 1h02'35"
- Argento alla Mezza maratona di Palermo ( Palermo) - 1h03'55"

2001
- 17º alla Maratona di Rotterdam ( Rotterdam) - 2h14'39"
- 11º alla Maratona di Venezia ( Venezia) - 2h14'37"

2002
- Oro alla Maratona di Catania ( Catania) - 2h15'55"
- Bronzo alla Mezza maratona di Scordia ( Scordia) - 1h04'25"
- Oro alla Mezza maratona di Napoli ( Napoli) - 1h05'57"

2003
- 20º alla Maratona di New York ( New York) - 2h19'53"
- 9º alla Maratona di Vienna ( Vienna) - 2h20'13"
- 7º alla Maratona di Marsiglia ( Marsiglia) - 2h16'31"
- 6º alla Mezza maratona di Pavia ( Pavia) - 1h05'27"

2004
- Bronzo alla Maratona di Treviso ( Treviso) - 2h13'02"
- 11º alla Stramilano ( Milano) - 1h04'58"
- 12º al Memorial Peppe Greco ( Scicli) - 30'41"

2005
- Oro alla Padova Marathon ( Padova) - 2h14'03"
- 11º al Memorial Peppe Greco ( Scicli) - 30'43"